# Обитељ
Обитељ је монашко братство или сестринство односно скуп монаха или монахиња једног манастира. Може се користити и као синоним за манастир односно манастирско здање.
Данас се ова ријеч углавном употребљава у Хрватској као назив за породицу.